# La Ferreria
la Ferreria són unes ruïnes catalogades a l'Inventari del Patrimoni Arquitectònic de Catalunya a l'oest del nucli urbà de la població de la Selva de Mar (Alt Empordà), al paratge dels Gatiens i a escassos metres del rec del mateix nom. En el complex de la ferreria s'hi havia treballat el ferro que s'extreia de la contrada. A uns 200m. al nord d'aquesta, al bell mig del rec dels Gatiens, hi ha un gran aflorament de mineral de ferro en el qual, dos rengles d'encaixos de tasconeres, ens demostren que hi hagué un intent modern d'explotació, el qual no sembla que passés d'intent.
Vers el sud-oest, vessant amunt, entre el rec del Salt del Moro i el dels Gatiens, hi ha "les Mines d'en Cervera", dues mines abandonades; una de ferro que té galeria amb dos corredors, un d'ells força llarg, i l'altra de sofre.
Es tracta de les restes conservades d'una ferreria relacionada amb les mines de ferro i sofre de la mateixa contrada. L'edifici principal és de planta rectangular, i en resta dempeus una part de la façana de llevant, dels murs nord i sud i un envà transversal que dividia l'interior en dos espais. Actualment, la coberta es troba esfondrada. A la façana est hi ha dos grans finestrals rectangulars, amb les llindes bastides amb lloses de pedra calcària, tot i que l'aparell dels murs és bastit amb rebles de pissarra lligats amb morter de calç. El sector meridional de l'edifici sembla de construcció més recent que la part restant.
A pocs metres al sud de l'edifici hi ha les restes d'una pedrera, d'un forn de calç i d'una dependència o barraca annexa. El forn és de planta circular, amb l'entrada situada al costat de llevant, a la planta baixa. Conserva un diàmetre d'uns quatre metres i una alçada d'uns set. A l'interior és visible el graó de la base a tot el perímetre. És bastit amb pedra desbastada de diverses mides, lligada amb morter de calç. La barraca, de planta rectangular, conserva un mur atalussat amb contrafort i les restes d'una altra estructura. El parament és de rebles de pissarra lligats amb fang i tenia la coberta bastida amb un embigat de fusta i teules.
Tot el conjunt està cobert de vegetació i es troba en un estat d'abandó greu, força malmès.